# 李贞淑
李贞淑（1954年1月18日—2015年12月22日），中华人民共和国吉林省延边朝鲜族自治州出身的著名歌手，在中国朝鲜族社会是家喻户晓的歌手。

## 生平
李贞淑出生于吉林省安图县，国家一级演员、中国音乐家协会延边分会的会员。1970年毕业于安图县复兴乡太阳村中学，文革期间曾在太阳村当过知识青年，1971年被选为延边歌舞团话剧团演员。
1973年2月，被编入延边歌舞团合唱队开始了声乐家的生涯，通过二重唱、合唱等多种节目开始在延边人民的心目中逐步积累作为一名歌手的认知度与人气。1973年开始与男歌手金鹰组成二重唱组合，从此开始在延边成为家喻户晓的著名歌手。
金鹰李贞淑组合的最具代表性的作品是《祝妈妈长寿(오래오래 앉으세요)》、《这样、那样(요렇게 조렇게)》。这些歌曲至今是中国朝鲜族人民喜爱的炙热的热门歌曲。1991年，金鹰李贞淑组合成功举办了第一次音乐会。李贞淑于2006年1月正式退休。退休后仍积极活跃于社会各界举办的各种特别邀请的表演舞台。
李贞淑生前曾被选为吉林省妇联第五届人大代表。